# Straße von Corryvreckan
Die Straße von Corryvreckan, auch Golf von Corryvreckan, von gälisch Coire Bhreacain, ist eine Meerenge in Schottland. Sie verläuft nördlich der Hebrideninsel Jura und trennt diese von der benachbarten Insel Scarba. Der Name bedeutet in etwa Kessel des gefleckten Meeres.
Die Straße von Corryvreckan verläuft mit einer Länge von wenigen Kilometern in Ost-West-Richtung und stellt neben dem Luing-Sund eine der zwei wesentlichen Abflüsse des Jura-Sunds nach Norden dar. Sie ist relativ eng und weist an ihrer engsten Stelle eine Breite von etwa einem Kilometer auf.

## Corryvreckan-Strudel
Der Corryvreckan-Strudel liegt in der Straße von Corryvreckan und gehört weltweit nach den Strudelgebieten Moskenstraumen und Saltstraumen zwischen den norwegischen Lofoten sowie dem Old Sow in Kanada zu den stärksten Strudeln. Die Ausbildung dieses Strudels ist in den topographischen Gegebenheiten begründet. Bei einsetzender Flut strömt Wasser von Süden kommend durch den Jura-Sund, wo es im Norden nur durch wenige Meerengen abfließen kann. Der entstehende hohe Wasserdruck verursacht in der Straße von Corryvreckan eine starke Strömung nach Westen von etwa acht Knoten (etwa 14,5 km/h). Vom Boden der Meerenge aus etwa 200 m Tiefe wächst ein pyramidenförmiger Fels bis etwa 28 m unterhalb der Meeresoberfläche. Die schnelle Strömung beiderseits um und oberhalb dieses Felsens verursacht die Bildung des Strudels. Dieser verursacht laute Geräusche, die kilometerweit gut hörbar sind. Am besten sind sie etwa eine Stunde nach Niedrigwasser zu hören. Wird den bei Ebbe nach Westen ausströmenden Wassermassen ein starker Westwind entgegengesetzt, so türmen sich bis zu fünf Meter hohe Wellenberge auf. Dieses Naturschauspiel ist als Great Race bekannt. Bei einsetzender Flut verlaufen die Ströme in entgegengesetzter Richtung.

## Corryvreckan in der Kultur
In dem britischen Filmklassiker Ich weiß wohin ich gehe (1945) spielt der Strudel von Corryvreckan eine wichtige Rolle und bringt die Protagonisten in Lebensgefahr.
Die Whiskybrennerei Ardbeg gibt eine Whiskyabfüllung mit dem Namen Corryvreckan heraus.